# J'avais rêvé d'une autre vie
Pour les articles homonymes, voir I Dreamed a Dream.
J'avais rêvé d'une autre vie, en anglais I Dreamed a Dream (J'ai fait un rêve), est une chanson tirée des Misérables, comédie musicale adaptée du roman de Victor Hugo (adaptée en anglais à Londres en 1985).
Elle est chantée en solo par le personnage Fantine pendant le premier acte et fait écho à L'air de la misère (On My Own). La musique est de Claude-Michel Schönberg, les paroles originales d'Alain Boublil, et les paroles anglaises d'Herbert Kretzmer.

## Histoire
Avant même la création du spectacle, un double album-concept est enregistré en France de janvier à avril 1980. La chanson y apparaît pour la première fois sous le titre J'avais rêvé d'une autre vie, interprétée par Rose Laurens. Elle est ensuite crée sur la scène du Palais des sports de Paris en septembre 1980 dans la mise en scène de Robert Hossein. Dans cette version originale, la chanson décrit, de manière très sombre et explicite, la déchéance de Fantine qui, abusée par son "premier prince charmant" et abandonnée avec leur enfant, a dû se résoudre à vendre son corps et est sur le point d'en mourir:
La nuit, la nuit, je sombre en mon corps
Et je m'abandonne à des sinistres corps à corps
La nuit, la nuit, pour deux pièces d'or
Quand ils font jaillir en moi leur pitoyable effort
Ils ne savent pas qu'ils font l'amour avec la mort
Les Misérables sont adaptés dans une version anglaise en 1985 et la chanson devient I Dreamed a Dream. Crée à Londres par Elaine Paige, cette version anglaise connait rapidement un succès international, au point d'éclipser la version originale.
Lors de son retour en France pour une nouvelle création en 1991, la comédie musicale garde la structure anglaise et la chanson, raccourcie, devient J'avais rêvé. Interprétée par Louise Pitre, cette nouvelle version, moins explicite, débute par une interpellation à Dieu ("Doux Seigneur, que vous ai-je fait?").
La chanson a été interprétée, en anglais et, plus rarement, en français, par de nombreuses chanteuses, dans les différentes versions de la comédie musicale ou en solo.
En avril 2009, une Écossaise au chômage du nom de Susan Boyle étonne et stupéfie le public et le jury par son interprétation de la chanson lors du télé-crochet Britain's Got Talent sur ITV. Un peu plus tard, Elaine Paige, qui avait créé la version anglaise, dira même qu'elle serait prête à chanter cette chanson en duo avec Susan.
En 2012, la chanson est interprétée par Anne Hathaway dans le film Les Misérables réalisé par Tom Hooper.

## Versions
- Rose Laurens (1980)
- Patti LuPone (1985)
- Randy Graff (1987)
- Neil Diamond : Hot August Night 2 (1987)
- David Essex : Centre Stage (1987)
- Michael Crawford : The Phantom Unmasked (1987)[6]
- Sammy Davis Jr (on WPIX-TV Channel 11 on December 31,1989 on Sunday)
- Laurie Beechman (1990)
- Louise Pitre (version française - "J'avais rêvé") (1991)
- Aretha Franklin : What You See Is What You Sweat (1991)
- Elaine Paige : Encore (1993)
- Mandy Patinkin : Experiment (1994)
- Andrea McArdle : On Broadway (1996)
- Petula Clark (2001)
- Hayley Westenra (2001)
- Michael Ball : I Dreamed a Dream (2003)
- Ruthie Henshall (2004)
- Allison Crowe (2005)
- Daphne Rubin-Vega (2006)
- Lea Salonga (2007)
- Judy Kuhn (2007)
- Susan Egan (2008)
- Susan Boyle (2009) durant l'émission anglaise Britain's Got Talent et sur son album I Dreamed a Dream
- Idina Menzel et Lea Michele dans la saison 1 de la série Glee (2010)
- Anne Hathaway dans Les Misérables de Tom Hooper (2012)
- Emmanuel Moire durant une émission spéciale au Lido pour le Sidaction (2016)
- Ita Graffin pour une version concert au Palais des Congrès de Paris (2017)
- Tom Ellis dans l’épisode musical de la série Lucifer dans la saison 5  (2021)

## Citations
William Blake : Songs of Experience (1794), 'I Dreamt a Dream!' premier vers du poème 'The Angel'.